# Приконніська митрополія
Приконніська митрополія (грец. Μητρόπολη Προικοννήσου) — історична митрополія Константинопольської православної церкви на території Туреччини. Єпархіальний центр — Мармара (грец. Μαρμαράς) на острові Мармара (фактично — Пірей).
Митрополія охоплює територію островів Мармара, Авша, Пашалімани, Екінлік, Коюн і 5 невеликих островів у Мармуровому морі.
Приконніська єпархія відома з V ст. н. е. У IX ст. підвищена до архієпархії, а в травні 1823 року — до митрополії.
Після розпаду Оманської імперії в 1920 році острови зайняла грецька армія, проте в 1922 році острови були відвойовані турками, грецьке населення було виселене. Таким чином на території митрополії не залишилось християнського населення.
Правлячий архієрей має титул митрополит Приконніський, іпертим і екзарх усієї Пропонтиди.

## Очільники митрополії (з 1823 року)
- Косьма (1821—1830)
- Самуїл (1830—1835)
- Віссаріон (1835—1841)
- Гедеон (1841—1853, 1861—1877)
- Софроній I (1853—1861)
- Діонісій III (1877—1885)
- Нікодим I (1885—1892)
- Ігнатій (1892—1893)
- Венедикт (1893—1900)
- Парфеній (1900)
- Софроній II (1901—1911)
- Нікодим II (1911—1920)
- Георгій (1922—1924)
- Філофей (1943—1963)
- Ісая (1997—2002)
- Іосиф (з 2008)